# International Congress on Industrial and Applied Mathematics
O International Congress on Industrial and Applied Mathematics (ICIAM) é um congresso internacional no campo da matemática aplicada, realizado a cada quatro anos sob os auspícios do International Council for Industrial and Applied Mathematics. A proposta inicial para esta série de conferências foi iniciativa de Gene Golub.

## Lista de congressos
| Evento     | Cidade           | Período                      | Ref.  |
| ---------- | ---------------- | ---------------------------- | ----- |
| ICIAM 1987 | Paris            | de 6 a 9 de julho de 1987    | [ 3 ] |
| ICIAM 1991 | Washington, D.C. | de 8 a 12 julho de 1991      | [ 3 ] |
| ICIAM 1995 | Hamburgo         | de 3 a 7 de julho de 1995    | [ 3 ] |
| ICIAM 1999 | Edimburgo        | de 5 a 9 de julho de 1999    | [ 3 ] |
| ICIAM 2003 | Sydney           | de 7 a 11 de julho de 2003   | [ 3 ] |
| ICIAM 2007 | Zurique          | de 16 a 20 de julho de 2007  | [ 3 ] |
| ICIAM 2011 | Vancouver        | de 18 a 22 de julho de 2011  | [ 3 ] |
| ICIAM 2015 | Pequim           | de 10 a 14 de agosto de 2015 | [ 3 ] |
| ICIAM 2019 | Valência         | de 15 a 19 de julho de 2019  | [ 3 ] |
| ICIAM 2023 | Tóquio           | de 20 a 25 de agosto de 2023 | [ 3 ] |
| ICIAM 2027 | Haia             | de 12 a 17 de julho de 2027  | [ 3 ] |